# Hemigalinae
Hemigalinae са подсемейство на виверидите, наименовани и описани за първи път от Джон Едуард Грей през 1864 г. Видовете Hemigalinae са местни за Югоизточна Азия от Южен Китай през Индокитай, Малайския полуостров до Суматра, Борнео и Сулавеси.

## Класификация
Подсемейството Hemigalinae се състои от следните пет моноспецифични рода:
| Род                        | Видове                                                 | Разпространение и статус в Червения списък на IUCN |
| -------------------------- | ------------------------------------------------------ | -------------------------------------------------- |
| Hemigalus Jourdan, 1837    | Ивичеста палмова цивета (H. derbyanus) (Gray, 1837)    | VU                                                 |
| Cynogale Gray, 1836        | Видрова цивета (C. bennettii) Gray, 1836               | EN                                                 |
| Macrogalidia Schwarz, 1910 | Сулавеска цивета (M. musschenbroekii) (Schlegel, 1877) | VU                                                 |
| Диплогале Thomas, 1912     | Палмова цивета на Хоус (D. hosei) (Thomas, 1892)       | VU                                                 |
| Chrotogale Thomas, 1912    | Палмова цивета на Оустън (C. owstoni) Thomas, 1912     | EN                                                 |